# آرابا (اسرائیل)
عَرّابَه (به لاتین: Arraba) یک شهر در اسرائیل است که در استان شمال (اسرائیل) واقع شده‌است.